# 奧斯特里沃克 (卡明-卡希爾西基區)
51°42′19″N 24°52′6″E / 51.70528°N 24.86833°E
奧斯特里沃克（羅馬化：Ostrivok）是烏克蘭西北部的村莊，隸屬沃倫州的卡明-卡希爾斯基區。該村面積1.85平方公里，海拔高度156米，2001年人口373，人口密度每平方公里201.84人。